# گذرنامه ماشین‌خوانا

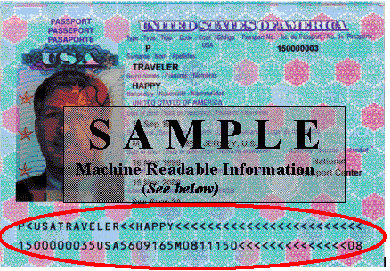
نمونه‌ای از گذرنامهٔ ماشین‌خوانا که در آن ناحیهٔ ماشین‌خوانا با بیضی قرمزرنگ مشخص شده‌است.

گذرنامهٔ ماشین‌خوانا نوعی سند مسافرتی است که اطلاعات هویتی مسافر به صورت نویسه‌های نوری در آن کد بندی شده و توسط ماشین قابل خواندن است. کشورهای زیادی در دههٔ ۱۹۸۰ شروع به صدور اسناد مسافرتی ماشین‌خوانا کردند.
گذرنامه‌های مسافرتی در بیشتر کشورهای جهان ماشین‌ خوانا هستند. ناحیهٔ ماشین‌خوانا، معمولاً پایین صفحهٔ مشخصات صاحب گذرنامه در صفحات آغازین گذرنامه‌هاست. سند ۹۳۰۳ ایکائو به استانداردسازی گذرنامه‌های ماشین‌خوانا در سه قالب متفاوت پرداخته است. معمولاً گذرنامه‌هایی که به صورت دفترچه هستند از قالب سوم تبعیت می‌کنند اما کارت‌های ملی و گذرنامه‌هایی که به صورت کارت هستند از قالب اول. ناحیهٔ ماشین‌خوانا در قالب سوم مشتمل بر دو خط است و هر خط متشکل از ۴۴ نویسه. ناحیهٔ ماشین‌خوانا حاوی اطلاعات زیر است: نام، شمارهٔ گذرنامه، ملیت، تاریخ تولد، جنسیت، و تاریخ انقضای گذرنامه. برای اطلاعات اختیاری دیگری هم جا هست که هر کشور بنا بر مقتضیات و صلاحدید خودش می‌تواند آن‌ها را تکمیل کند. ناحیهٔ ماشین‌خوانا در قالب اول مشتمل بر سه خط است و هر خط متشکل از ۳۰ نویسه.
گذرنامه‌های ماشین‌خوانا باعث افزایش سرعت و دقت مأموران مهاجرتی در رسیدگی به امور مسافران و کنترل آنان در بَدو ورود به کشور می‌شَوَند.